# Ginés de Mafra
Ginés de Mafra (1493 – 1546) fu un esploratore portoghese o spagnolo che navigò verso le Filippine nel XVI secolo.
Mafra fu membro delle spedizioni di Ferdinando Magellano (1519-1521) e di Ruy López de Villalobos (1542-1545).

## Biografia

### Spedizione di Magellano e detenzione

Le tappe della circumnavigazione di Magellano

Nato nel 1493 a Mafra, in Portogallo, o a Cadice, in Spagna, Ginés De Mafra fu uno dei marinai imbarcati sulla Trinidad durante la spedizione di Ferdinando Magellano (1519-1522). Riuscì a tornare in Spagna nel 1527, dopo aver trascorso diversi anni nelle prigioni portoghesi. Si trovava a bordo quando i portoghesi catturarono la Trinidad a Benaconora, oggi Jailolo, nelle Molucche. Fu imprigionato per cinque mesi a Ternate (20 km a sud di Benaconora) e trasferito poi nelle isole Banda, dove rimase in carcere per altri quattro mesi. Seguirono ulteriori cinque mesi di detenzione a Malacca, dopo i quali fu trasferito a Cochin, in India, dove rimase due anni. Infine, fu condotto dai portoghesi a Lisbona insieme ad altri membri dell'equipaggio, tra cui Gonzalo Gómez de Espinosa e Hans Bergen. Al loro arrivo in Portogallo, nel 1526, Mafra e i compagni furono nuovamente incarcerati. Bergen morì in prigione, mentre Espinosa fu rilasciato quello stesso anno. Mafra fu trattenuto anche perché era in possesso di documenti importanti, tra cui i libri di bordo e le carte nautiche della Trinidad. I manoscritti comprendevano le note di navigazione di Andrés de San Martín, capo pilota e astrologo della flotta, successivamente utilizzate e citate da storici portoghesi. Tali manoscritti passarono poi in Spagna durante l'Unione iberica (1580-1640). Le lettere furono consultate da diversi cronisti spagnoli, tra cui Antonio de Herrera y Tordesillas. Questi documenti sono oggi perduti e sopravvivono solo tramite citazioni e riferimenti compiuti da chi li consultò all'epoca.

### 1527-1531
Dopo numerose suppliche rivolte all'imperatore del Sacro Romano Impero, Carlo V di Spagna, che aveva meno di vent'anni quando autorizzò la spedizione di Magellano, Mafra fu liberato all'inizio del 1527 e tornò subito in patria. Ottenne un'udienza con l'imperatore e si recò a Palos, solo per scoprire che la moglie, Catalina Martínez del Mercado, credendolo morto, si era risposata e aveva venduto i loro beni e proprietà. Mafra scrisse a Carlo V lamentando la propria situazione e chiedendo l'intercessione per la restituzione dei suoi averi. La corona acconsentì e ordinò un'indagine per risolvere la questione.

### Spedizione nel Nuovo Mondo

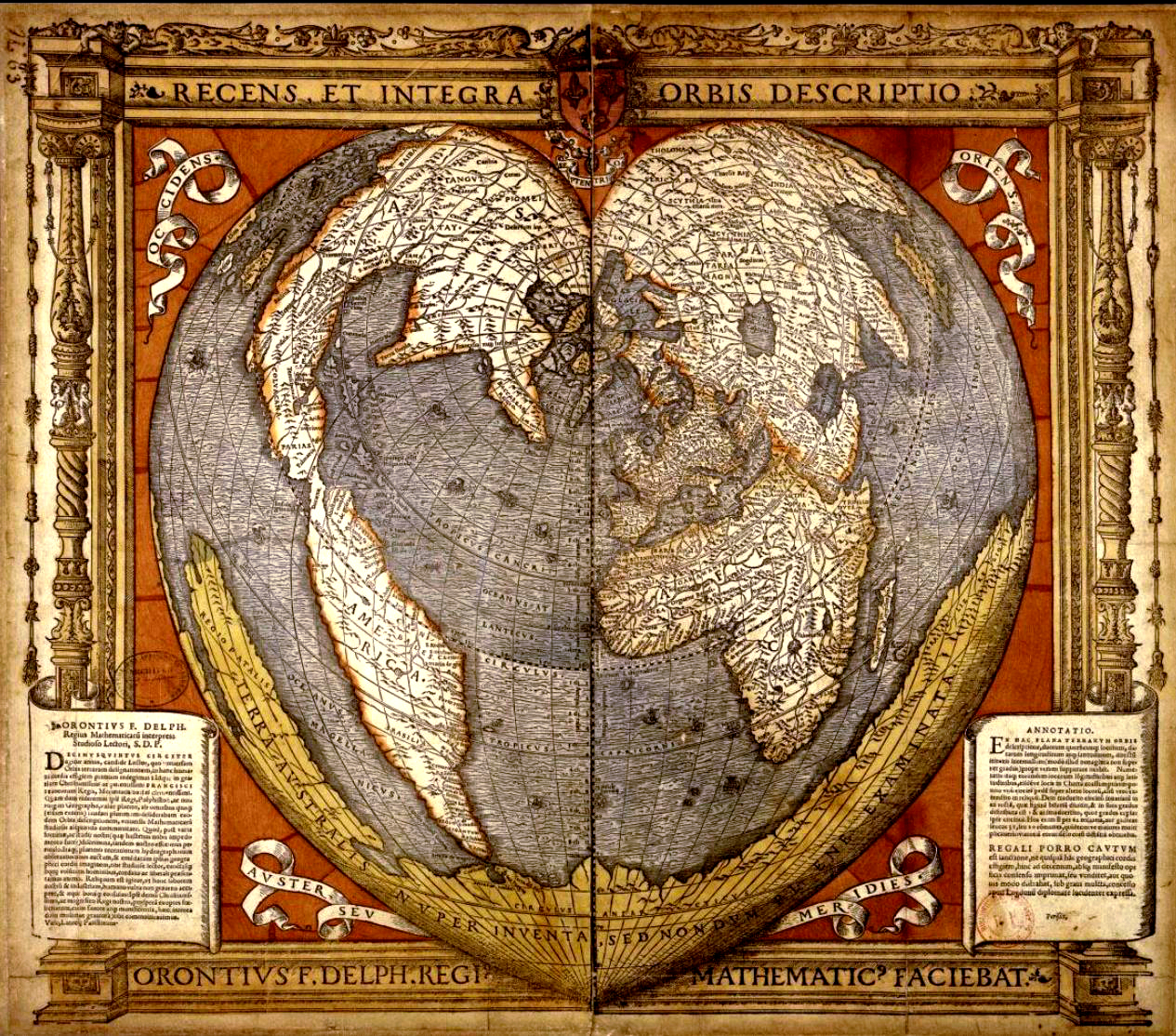
Mappa della Terra realizzata nel 1536

Qualche anno dopo, nel 1531, Mafra riprese a navigare e, aggregandosi a varie spedizioni, visitò l'America centrale e meridionale. Il governatore del Guatemala, Pedro de Alvarado, in una lettera del 20 novembre 1536, comunicò alla corona di Madrid di aver assunto Mafra come timoniere, considerandolo uno dei migliori marinai per l'esperienza acquisita nel viaggio di Magellano. Non è chiaro dove si sia diretta la spedizione, ma la maggior parte degli studiosi ritiene che la flotta abbia raggiunto il Perù.

### Spedizione di Villalobos (1542-1546)
Nel 1543 partecipò all'impresa di Ruy Lopez de Villalobos, volta a raggiungere le Isole delle spezie dalle coste del Messico con sei navi. Mafra era al comando del galeone San Cristobal quando una tremenda tempesta disperse la flotta di Villalobos. Perso il contatto con le altre cinque navi, Mafra si ritrovò fuori rotta nel Pacifico e, dopo settimane di navigazione, approdò incredibilmente a Limasawa, dove era già stato ventidue anni prima al seguito di Magellano. Mafra e i suoi uomini furono i primi europei a tornare in quei luoghi dopo la morte di Magellano a Mactan. Durante il soggiorno, stilò un resoconto del viaggio di Magellano, in cui parlava dell'incontro con Rajah Siaiu, capo di Mazaua. Mafra scrive: «Questo stesso capo [Rajah Siaiu] lo vedemmo nell'anno quindici e quarantatré da quelli di noi che erano nella flotta del generale Ruy López de Villalobos, e si ricordava ancora di Magellano, e ci mostrò alcune delle cose che lui [Magellano] gli aveva dato». Secondo Antonio Pigafetta, «il regalo di Magellano consisteva in una veste di stoffa rossa e gialla fatta alla maniera turca, un berretto rosso, coltelli e specchi». Mafra e i suoi uomini rimasero sull'isola per circa 5-6 mesi, probabilmente per riparare la San Cristobal, gravemente danneggiata dalla tempesta. Mafra rientrò tra i 117 sopravvissuti della fallita spedizione di Villalobos che riuscirono a raggiungere Malacca. Qui, all'età di 53 anni, scelse di restare con altri 29 membri dell'equipaggio, mentre gli altri ripartirono per Lisbona su una nave portoghese. Mafra affidò il suo manoscritto a un marinaio sconosciuto; il testo giunse in Spagna, in forma trascritta da un editore ignoto, e rimase nascosto per secoli nell'Archivio Generale delle Indie di Madrid. Fu infine riscoperto e pubblicato nel 1920.

### Misteri geografici
Le testimonianze di Mafra sono state esaminate dal geografo statunitense Donald D. Brand, che le ha ritenute poco più che il ricordo degli scritti di Andrés de San Martín, detenuti da Mafra fino alla loro confisca a Lisbona. «È opportuno sottolineare che l'inedito Descripción de los reinos, Libro que trata del descubrimiento y principio del estrecho que se llama de Magallanes, por Ginés de Mafra, pubblicato a Madrid nel 1920 in Tres Relaciones, può basarsi esclusivamente su quanto Mafra ricordava di aver letto in un trattato iniziato da San Martín». Questa valutazione, netta e non dimostrata, è stata ripresa da Martín Torodash e dallo storico filippino John N. Schumacher, influenzando l'opinione di altri studiosi, tra cui l'etnografo William H. Scott. Proprio Scott ha colto come le informazioni apparentemente secondarie fornite da Mafra sul mistero geografico di Mazaua abbiano assunto rilevanza trascurata da Brand. Laurence Bergreen ha invece valorizzato le memorie di Mafra nella sua opera Over the Edge of the World, Magellan's Terrifying Circumnavigation of the Globe (2003), edita anche in Italia come Oltre i confini del mondo: Magellano e la circumnavigazione del globo.
Mafra riferisce che il porto di Magellano era situato su un'isola dalla circonferenza di 3-4 leghe (9-12 miglia nautiche):
Poiché l'isola era quasi circolare, 3-4 leghe corrispondono a una superficie tra 2.214 e 3.930 ettari; Limasawa invece conta solo 698 ettari. Inoltre, Mafra dichiara di aver gettato l'ancora a ovest dell'isola: «Esta isla tiene un puerto bueno a la parte del poniente della, y es poblada» ("Quest'isola chiamata Mazaua ha un buon porto sul suo lato occidentale ed è abitata"). Mazaua è oggi ufficialmente identificata con l'isola di Limasawa secondo la legge filippina, benché sia priva di punti di ancoraggio, e il porto effettivo si trova a est dell'isola. L'interpretazione più coerente è che Mazaua si trovasse, nel 1521, a 15 leghe (circa 45 miglia nautiche, ossia 83 km) a sud di Butuan: dato che nelle mappe di Pigafetta e nei testi questa distanza è minore rispetto a quanto indichino le carte moderne, il territorio in questione si estende dall'attuale Surigao a Zamboanga del Norte. Mafra scrive ancora:

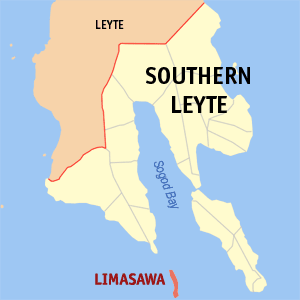
L'isola di Limasawa in una mappa politica: è compresa nell'odierna provincia filippina di Leyte Meridionale

Questo colloca il porto di Mazaua a 9°N, la latitudine esatta indicata dal timoniere genovese, uno dei testimoni oculari. Tali informazioni rivoluzionano la concezione geografica di Mazaua. Limasawa, associata più volte dall'Istituto Storico Nazionale delle Filippine a Mazaua, ha forma rettangolare, una superficie di 698 ettari e si raggiunge con una rotta non documentata da nessuna delle fonti coeve. L'aspetto più significativo è che Limasawa non ha un punto dove attraccare: un testo nautico del 1993 afferma che «Limasawa è delimitata da una stretta e ripida barriera corallina, al cui largo i fondali sono troppo profondi per consentire l'ancoraggio di grandi imbarcazioni».

### L'isola misteriosa
De Mafra, nelle sue memorie, parla di un'isola di circa settecento ettari e di 9-12 miglia nautiche di circonferenza, situata a 9° nord, non lontano da Limasawa. In seguito, quest'isola non verrà mai identificata con certezza. Per anni si è pensato a una grossolana svista geografica del navigatore. Tuttavia, alcuni studiosi hanno ipotizzato che una parte della penisola a nord di Butuan, nell'estremo settentrione dell'isola di Mindanao (Filippine), fosse un tempo separata dal continente e costituisse un'isola. Sono state rinvenute ceramiche risalenti all'epoca dell'incontro tra le due culture, oltre a resti umani che dimostrano l'abitazione precoloniale dell'area. Sono stati inoltre dissotterrati reperti in ferro lavorato, braccialetti di metallo e un pestello di ottone, che tuttavia non sono ancora stati datati. Gli scavi sono stati condotti in aree esterne al presunto villaggio delle tribù indigene di Mazaua, e non è stata ancora esaminata l'intera isola, comprese le zone costiere. Attualmente, nonostante le ricerche in corso, non sono state trovate prove fisiche autentiche riconducibili a Magellano, Mafra o altri visitatori europei noti.